# Charles de Monchy d'Hocquincourt
Pour les articles homonymes, voir Monchy et Hocquincourt.
Charles de Monchy, marquis d'Hocquincourt, né en 1599 et mort le 13 juin 1658 devant Dunkerque, est un officier des règnes de Louis XIII et de Louis XIV, maréchal de France en 1651.

## Biographie

### Origines
Charles de Monchy, marquis d'Hocquincourt descend d'une ancienne famille de la noblesse de Picardie dont la trace la plus ancienne remonte au XIe siècle. Il est le fils de Georges de Monchy, seigneur d'Hocquincourt qui avait épousé sa cousine, Claude de Monchy, dame d'Inquessen.

### Carrière militaire
Il se distingue dans les différentes campagnes contre les Espagnols, sous Louis XIII, à La Marfée, à Ville-Franche et à Lérida en 1642.
Maréchal de camp en 1639, il commande l'aile gauche de l'armée royale à la bataille de Rethel où Turenne, alors rebelle, est défait en 1650, et reçoit le bâton de maréchal de France le 5 janvier 1651.
En 1652, il est battu à Bléneau par Louis de Condé, qui était alors dans les rangs des Espagnols.
Envoyé en Catalogne en 1653, il assiège Gérone sans succès puis participe au combat de Bordils. Il prend part au secours d'Arras au mois d'août 1654, mais ne parvient pas à empêcher la fuite de Condé.
Mais, bientôt, on le vit, pour plaire à des femmes qui étaient du parti de la Fronde (Madame de Montbazon et Madame de Châtillon), abandonner la cour et se joindre aux Espagnols (1655). Ceux-ci lui confient la défense de Dunkerque ; il est tué devant cette place le 13 juin 1658.

## Mariage et descendance
Il épouse Eléonore d'Estampes (1607-1679), le 7 novembre 1628, de cette union naissent huit enfants.
- Georges de Monchy, marquis d'Hocquincourt, chevalier des Ordres du Roi (1688), gouverneur de Péronne, Lieutenant-général des Armées du Roi (1655), mestre de camp du régiment de Bretagne, il s’oppose à son père qui voulait livrer la ville de Péronne aux Espagnols ;
- Armand de Monchy (?-1679), évêque de Verdun ;
- Jacques de Monchy (?-1652) ;
- Dominique de Monchy (?-1665). Il meurt noyé avec son vaisseau, après s'être distingué dans un combat naval contre les galères ottomanes le 28 novembre 1665, en compagnie de Tourville.
- Honoré de Monchy d'Hocquincourt ;
- Gabriel de Monchy, dit le comte d'Hocquincourt (1643 - tué le 25 juillet 1675 à Gramshusen, lors de l'attaque de l'église, d'un coup de mousquet à la tête), exempt des gardes du corps du roi (1671, Cie de Rochefort), commandant des Dragons de la Reine ;
- Claude de Monchy ;
- Marguerite de Monchy.

## Armoiries
| Figure | Blasonnement                      |
|        | De gueules à trois maillets d'or. |